# Pavel Slavíček
Pavel Slavíček (22. srpna 1934, Praha – 12. ledna 2016) byl český silniční motocyklový závodník.

## Závodní kariéra
Mistrovství republiky jezdil od roku 1955 do roku 1964. V roce 1955 byl v mistrovství republiky ve třídě do 350 cm³ na motocyklu Walter devátý. První závod vyhrál v roce 1957 v Litomyšli na Jawě 350. V dalším roce zde porazil i Gustava Havla. V roce 1961 vyhrál ve Štramberku a Nepomuku. V roce 1962 při Velké ceně Československa skončil na Jawě 250 druhý za Stanislavem Malinou a druhý byl na Jawě i ve třídě do 350 cm³ za Jimem Redmanem. V roce 1963 je v mistrovství republiky do 250 cm³ ve čtyřech závodech vždy druhý ze Stanislavem Malinou, ve třídě do 350 cm³ porazil v Mladé Boleslavi Františka Šťastného a v Oseku Gustava Havla. Největší úspěch dosáhl v závodě Grand Prix 1963 na Monze nahradil na Jawě Šťastného, vedl a v cíli skončil na čtvrtém místě. V konečné klasifikaci mistrovství světa skončil na 17. místě. Pro rok 1964 se stal továrním jezdem Jawy. Při předsezonních závodech v italské Imole, kde Jawa chtěla vyzkoušet nový čtyřválec, havaroval po zadření motoru a utrpěl vážné zranění hlavy. Naposledy zkusil závodit v roce 1965 v Rosicích, kde dojel ve třídě do 350 cm³ čtvrtý, ale trvající zdravotní potíže ho donutily ukončit předčasně kariéru.

## Úspěchy
- Mistrovství světa silničních motocyklů
  - 1963 – 17. místo do 350 cm³ – Jawa
- Grand Prix Itálie 1963 v Monze 4. místo do 350 cm³ – motocykl Jawa
- 300 zatáček Gustava Havla
  - 1961 1. místo do 250 cm³
  - 1963 2. místo do 250 cm³
- Mistrovství Československa silničních motocyklů
  - 1955 do 350 cm³ - 9. místo
  - 1956 do 250 cm³ - 11. místo
  - 1957 do 350 cm³ - 3. místo
  - 1958 do 350 cm³ - 4. místo
  - 1959 do 350 cm³ - 2. místo
  - 1960 do 350 cm³ - 4. místo
  - 1961 do 250 cm³ - 5. místo
  - 1961 do 350 cm³ - 4. místo
  - 1962 do 250 cm³ - 15. místo
  - 1962 do 350 cm³ -
  - 1963 do 250 cm³ - 2. místo
  - 1963 do 350 cm³ - 1. místo
  - 1964 do 350 cm³ -
  - 1965 do 350 cm³ - 11. místo